# Howard (Ohio)
Howard es un lugar designado por el censo ubicado en el condado de Knox en el estado estadounidense de Ohio. En el Censo de 2010 tenía una población de 242 habitantes y una densidad poblacional de 417,13 personas por km².

## Geografía
Howard se encuentra ubicado en las coordenadas 40°24′34″N 82°19′39″O / 40.40944, -82.32750. Según la Oficina del Censo de los Estados Unidos, Howard tiene una superficie total de 0.58 km², de la cual 0.58 km² corresponden a tierra firme y (0%) 0 km² es agua.

## Demografía
Según el censo de 2010, había 242 personas residiendo en Howard. La densidad de población era de 417,13 hab./km². De los 242 habitantes, Howard estaba compuesto por el 98.35% blancos, el 0% eran afroamericanos, el 0.41% eran amerindios, el 0% eran asiáticos, el 0% eran isleños del Pacífico, el 0% eran de otras razas y el 1.24% pertenecían a dos o más razas. Del total de la población el 0% eran hispanos o latinos de cualquier raza.